# Valor de marca

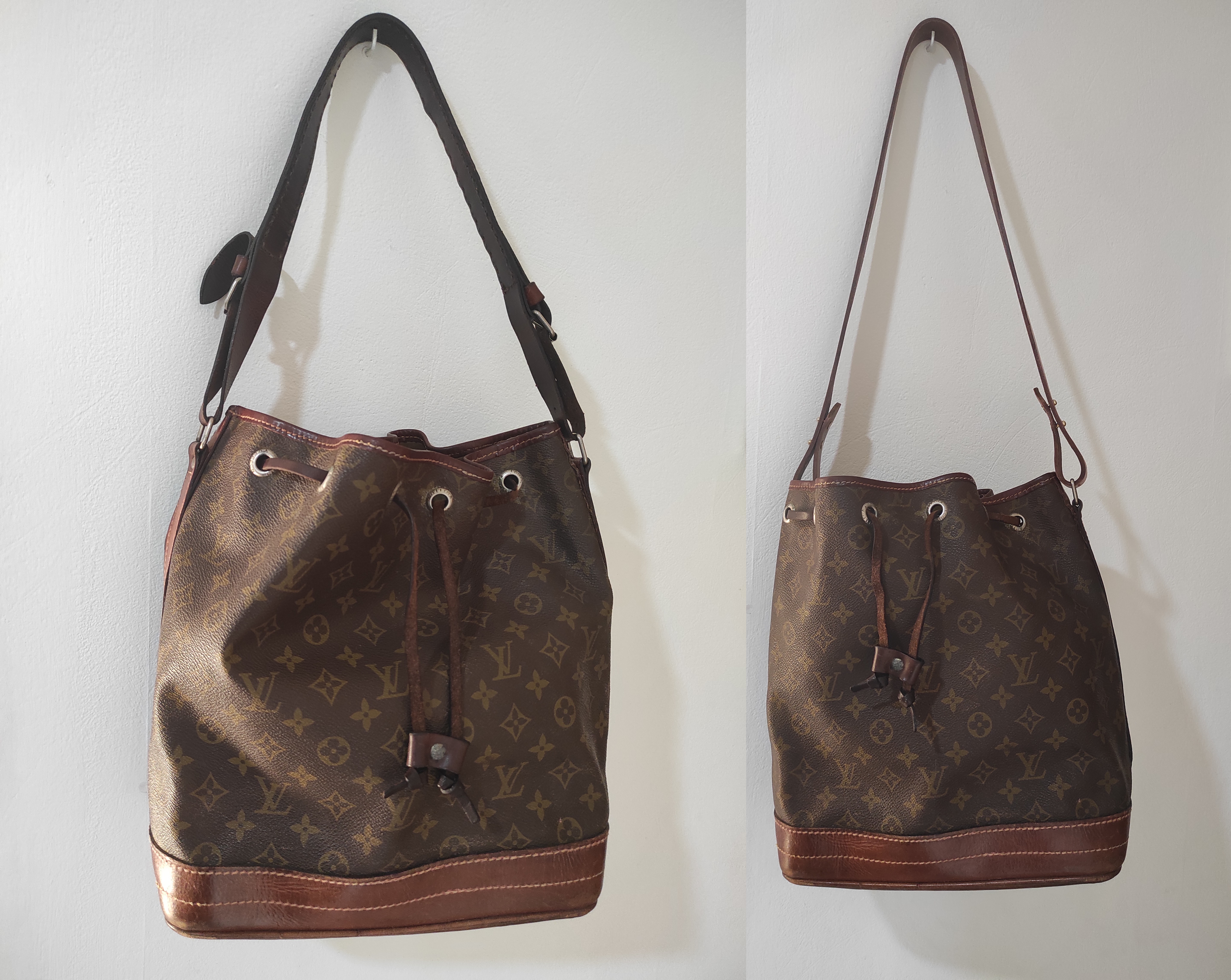
Bolsos fabricados por Louis Vuitton. El valor de mercado concedido a estos se debe, en gran parte, al elevado prestigio y estatus social de dicha marca.

En mercadotecnia, el valor de marca es el valor de una marca en sí misma, es decir, el valor social de una marca conocida. El propietario de una marca conocida puede generar más ingresos simplemente por el reconocimiento de la marca, ya que los consumidores perciben los productos de marcas conocidas como mejores que los de marcas menos conocidas.
En la literatura de investigación, el valor de marca se ha estudiado desde dos perspectivas diferentes: la psicología cognitiva y la economía de la información. Según la psicología cognitiva, el valor de marca reside en el conocimiento que tiene el consumidor de las características y asociaciones de la marca, que impulsan la percepción de los atributos. Según la economía de la información, un nombre de marca fuerte funciona como señal creíble de la calidad del producto para compradores imperfectamente informados y genera primas de precio como forma de retorno de las inversiones en marca. Se ha demostrado empíricamente que el valor de marca desempeña un papel importante en la determinación de la estructura de precios y, en particular, que las empresas pueden cobrar primas de precios que se derivan del valor de marca tras controlar la diferenciación observada del producto.

## Construcción
Hay muchas formas de medir una marca. Algunos enfoques de medición son a nivel de empresa, otros a nivel de producto y otros a nivel de consumidor.
- A nivel de empresa: Los enfoques a nivel de empresa miden la marca como un activo financiero. En pocas palabras, se calcula cuánto vale la marca como activo intangible. Por ejemplo, si se toma el valor de la empresa, derivado de su capitalización bursátil, y luego se restan los activos tangibles y los activos intangibles «medibles», el residuo sería el valor de la marca.[5] Esta forma de medir el valor de la marca suele denominarse valoración de la marca. La modelización está estrechamente relacionada con el valor de marca, y diferentes consultorías han desarrollado una serie de modelos y enfoques. Los modelos de valoración de marcas suelen combinar una medida del valor de la marca (por ejemplo, la proporción de las ventas que aporta la «marca») con parámetros comerciales como los ingresos o el beneficio económico.

- A nivel de producto: El ejemplo clásico de medición de la marca a nivel de producto consiste en comparar el precio de un producto sin marca o de marca blanca con un producto de marca «equivalente». La diferencia de precio, en igualdad de condiciones, se debe a la marca.[6] Más recientemente se ha propugnado un enfoque basado en la prima de ingresos. Los modelos de marketing mix pueden aislar las ventas «básicas» y las «incrementales», y a veces se argumenta que las ventas básicas se aproximan a una medida del valor de la marca. Los modelos de marketing mix más sofisticados tienen una base flotante que puede captar los cambios en el valor de marca subyacente de un producto a lo largo del tiempo.

- A nivel del consumidor: Este enfoque trata de mapear la mente del consumidor para averiguar qué asociaciones tiene con la marca. Este enfoque trata de medir la notoriedad (recuerdo y reconocimiento) y la imagen de marca (las asociaciones generales que tiene la marca). Las pruebas de asociación libre y las técnicas proyectivas se utilizan habitualmente para descubrir los atributos tangibles e intangibles, las actitudes y las intenciones sobre una marca.[7] Las marcas con altos niveles de conocimiento y asociaciones fuertes, favorables y únicas son marcas de alto valor.[7]

Todos estos cálculos son, en el mejor de los casos, aproximaciones. Se puede obtener una comprensión más completa de la marca si se utilizan múltiples medidas.

### Valor de marca positivo frente a valor de marca negativo
El valor de marca es el efecto positivo de la marca sobre la diferencia entre los precios que el consumidor acepta pagar cuando conoce la marca y el valor del beneficio recibido.
Existen dos corrientes de pensamiento sobre la existencia de un valor de marca negativo. Una perspectiva afirma que el valor de marca no puede ser negativo, y plantea la hipótesis de que sólo el valor de marca positivo es creado por actividades de marketing como la publicidad, las relaciones públicas y la promoción. Una segunda perspectiva sostiene que puede existir un valor de marca negativo, debido a acontecimientos catastróficos para la marca, como una amplia retirada de productos o una continua atención negativa de la prensa (Blackwater o Halliburton, por ejemplo).
Coloquialmente, el término «valor de marca negativo» puede utilizarse para describir un producto o servicio en el que una marca tiene un efecto insignificante a nivel de producto en comparación con un producto sin marca o de marca blanca.

### Marca familiar frente a estrategias de marca individual
Cuanto mayor sea el valor de marca de una empresa, mayor será la probabilidad de que utilice una estrategia de marca familiar en lugar de una estrategia de marca individual. Esto se debe a que la marca familiar les permite aprovechar el valor acumulado en la marca principal. Entre los aspectos del patrimonio de marca figuran: la fidelidad a la marca, la notoriedad, la asociación y la percepción de la calidad.